# Jane Edwards
Jane Edwards (geb. vor 1990) ist eine australische Sängerin (Sopran), Pianistin, Chorleiterin und Musikpädagogin.

## Leben
Edwards beherrscht ein umfangreiches Repertoire, das von der alten bis zur zeitgenössischen Musik reicht. Sie arbeitete mit dem Australian Chamber Orchestra und dem Australian Brandenburg Orchestra zusammen, trat als Solistin mit dem Dänischen Rundfunkchor und dem Stockholmer Bachchor auf, wirkte an der Produktion der Victoria State Opera von Richard Strauss’ Die Frau ohne Schatten mit, tourte mit dem britischen Barockensemble Florilegium, sang in Anwesenheit des Komponisten die Sopranpartie des Evangelisten in Arvo Pärts Passio und gestaltete mit dem Tasmanian Symphony Orchestra die Feier von Peter Sculthorpes siebzigstem Geburtstag. Andrew Ford widmete ihr die Kompositionen Domestic Advise und Learning to howl, Don Kay Aspects of the vine.
Sie trat bei Festivals in Melbourne, Sydney, Huntington, Barossa, Adelaide und Perth auf und war von 1990 bis 1994 Mitglied der The Song Company. Ihre Soloaufnahmen umfassen u. a. CDs mit Soundtracks zu Paul Cox’ Film Cactus, Martin Wesley-Smith’ Boojum! und Carl Vines The Battlers, frühe italienische Musik auf Salut!, On a Poet’s Lips (mit Marshall McGuire), Vokalwerke Joseph Haydns mit Geoffrey Lancaster und Kantaten Alessandro Scarlatti mit Rosalind Halton. Mit dem Pianisten Ian Munro nahm sie Lieder Katharine Parkers auf. Sie unterrichtete an der University of Wollongong und der University of Tasmania sowie am Sydney Conservatorium of Music. Außerdem ist Edwards auch eine versierte Pianistin und Chorleiterin.